# Setskog
Setskog este o localitate din comuna Aurskog-Høland, provincia Akershus, Norvegia.